# Municipio de Avon (Minnesota)
El municipio de Avon (en inglés: Avon Township) es un municipio ubicado en el condado de Stearns en el estado estadounidense de Minnesota. En el año 2010 tenía una población de 2294 habitantes y una densidad poblacional de 25,72 personas por km².

## Geografía
El municipio de Avon se encuentra ubicado en las coordenadas 45°38′3″N 94°27′1″O / 45.63417, -94.45028. Según la Oficina del Censo de los Estados Unidos, el municipio tiene una superficie total de 89.19 km², de la cual 82.7 km² corresponden a tierra firme y (7.28%) 6.49 km² es agua.

## Demografía
Según el censo de 2010, había 2294 personas residiendo en el municipio de Avon. La densidad de población era de 25,72 hab./km². De los 2294 habitantes, el municipio de Avon estaba compuesto por el 97.6% blancos, el 0.04% eran afroamericanos, el 0.22% eran amerindios, el 0.44% eran asiáticos, el 0.04% eran isleños del Pacífico, el 1% eran de otras razas y el 0.65% pertenecían a dos o más razas. Del total de la población el 2.35% eran hispanos o latinos de cualquier raza.